# 曼讷巴赫
曼讷巴赫是德国莱茵兰-普法尔茨州的一个市镇。总面积7.34平方公里，总人口237人，其中男性125人，女性112人（2011年12月31日），人口密度32人/平方公里。